# Klein bronkruid
Het klein bronkruid (Montia arvensis) is een eenjarige of in het water overblijvend kruid dat behoort tot de familie Montiaceae. Vroeger werd de soort ingedeeld in de posteleinfamilie (Portulaceae). De soort staat op de Nederlandse Rode lijst van planten als algemeen voorkomend en stabiel of iets toegenomen. De soort komt overwegend voor in gebieden met een gematigd klimaat. Er zijn ook auteurs die klein en groot bronkruid tot dezelfde soort Montia fontana rekenen.
De plant wordt 5-15 cm groot. De iets doorschijnende, slappe, sterk vertakte, vaak rood aangelopen stengels zijn meestal liggend, maar kunnen ook recht opstaan of in het water zweven. De iets vlezige, tamelijk duidelijk gesteelde, 0,5-1,5 cm lange bladeren zijn ruitvormig tot eirond.
De plant bloeit van april tot in juli met 1-2 mm grote, trechtervormige, witte bloemen, die met twee tot vijf bloemen in kleine losse trossen zitten. De bloem heeft drie kleine en twee grote slippen. De onderste bloemen hebben één of twee schutbladen. De bloem heeft drie meeldraden. De stijl heeft drie stempels. De ronde kelk heeft twee kelkbladen. De zoom van de kelk blijft aanwezig in de vruchttijd.
De vrucht is een eenhokkige, driekleppige doosvrucht met een centrale zaaddrager en bevat drie zaden. De zwarte zaden zijn dof en aan alle kanten voorzien van grote knobbeltjes, die even breed zijn als de mazen van de zaadhuid. Ze hebben een rond of plat mierenbroodje.
Het klein bronkruid komt voor op natte tot vochtige, matig voedselrijke grond op steile kantjes en in karrensporen in weilanden, op akkers, begraafplaatsen en paden.

## Namen in andere talen
- Duits: Rauhsamiges Quellkraut, Acker Quellkraut
- Engels: Dwarf montia, Water Blinks, Annual Water Minerslettuce, Fountain Miner's lettuce, Spring Miner's-Lettuce
- Frans: Montie des sources, Montie des fontaines, Montie printanière